# 2,2-Diméthylpropane
Le 2,2-diméthylpropane, généralement appelé néopentane, est un alcane ramifié de formule brute C5H12 et qui peut être représenté par la formule semi-développée C(CH3)4.
C'est, avec le n-pentane et l'isopentane, l'un des trois isomères structuraux du pentane.
Il s'agit d'un gaz hautement inflammable qui peut se condenser aisément en un liquide très volatil.

## Nomenclature
Le terme « néopentane » est le nom généralement accepté, et était, au moins jusqu'en 1993, le terme recommandé par l'IUPAC,. Les recommandations de 2013 semblent avoir évolué sur ce point, recommandent à présent le nom systématique de « 2,2-diméthylpropane », bien que les numéros de substituants soient superflus étant donné que le 2,2-diméthylpropane est le seul « diméthylpropane » possible.

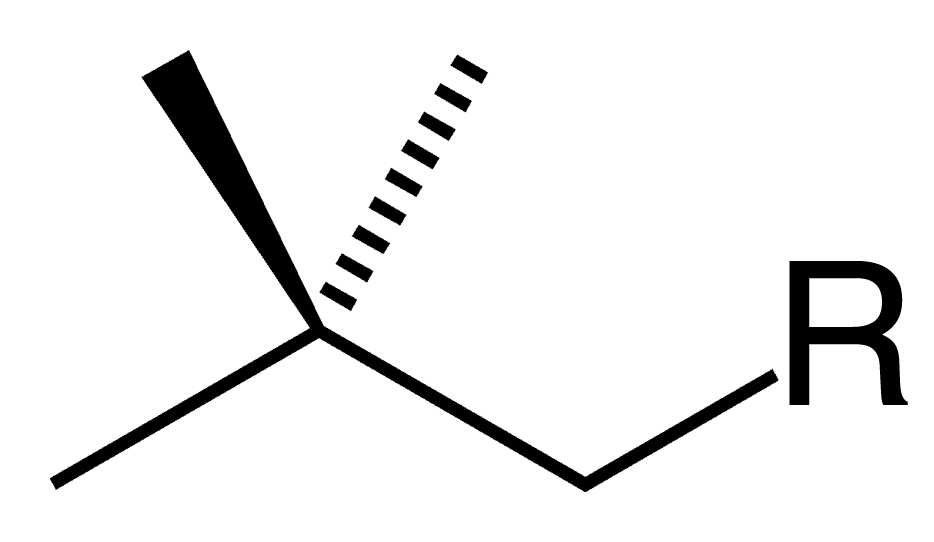
Groupe néopentyle attaché à un groupe organyle R.

Le groupe néopentyle, souvent noté « Np » — ce qui peut porter à confusion avec l'élément neptunium (numéro atomique 93)  aussi noté Np —, a une structure en Me3C–CH2. On le retrouve par exemple dans le néopentanol/2,2-diméthyl-1-propanol (Me3CCH2OH ou NpOH).
On peut également trouver, en particuliers dans des sources plus anciennes, le nom aujourd'hui obsolète de « tétraméthylméthane »,.